# Ivan Pavle

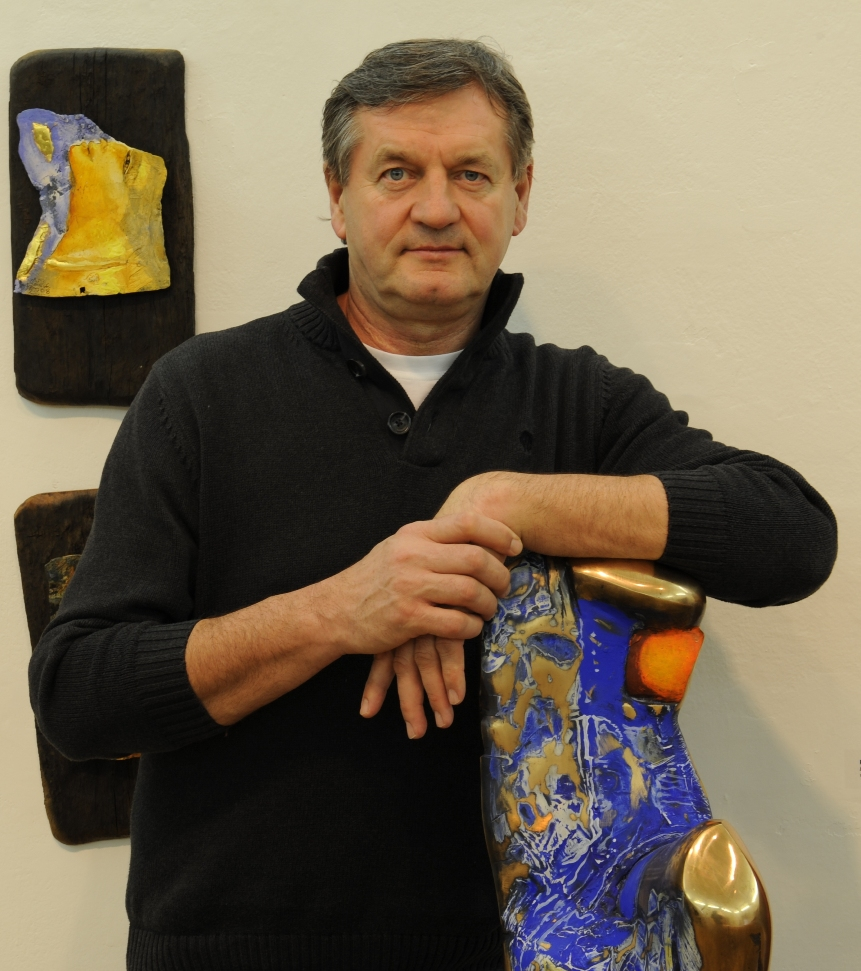
Ivan Pavle

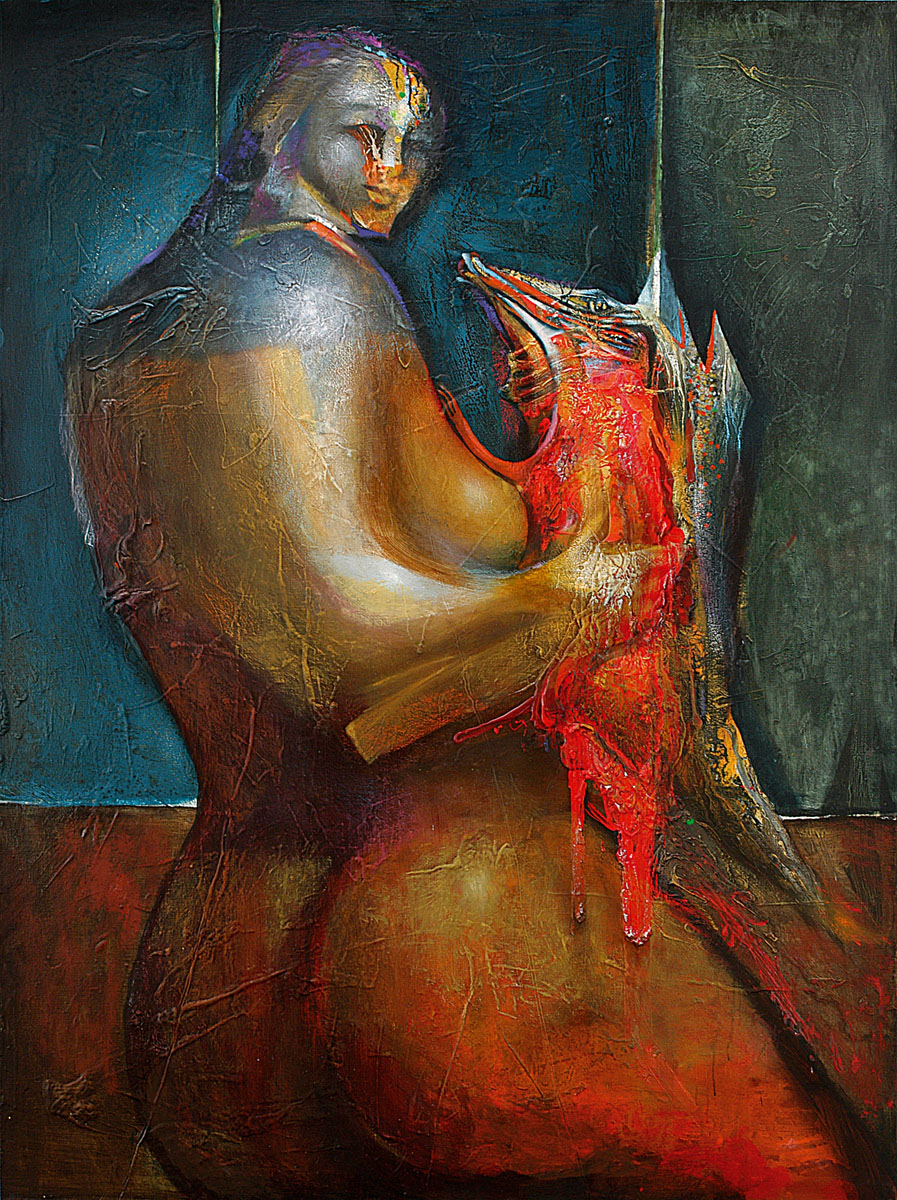
Žena s líškou – 200x150 – akryl, olej – 2004

Ivan Pavle (* 8. März 1955 in Galanta, Tschechoslowakei) ist ein slowakischer Maler, Zeichner und Bildhauer.

## Leben
Ivan Pavle verbrachte seine Kindheit auch mit den Brüdern Matej und Slavomír in der Stadt Prievidza, wohin die Familie aus dem südlichen Teil der Slowakei im Jahre 1959 übersiedelte. Ivan Pavle besuchte die Hauptschule in Prievidza, die er mit Erfolg im Jahre 1970 beendete. Nach dem Studium und dem Abschluss an der staatlichen Fachoberschule im Fachbereich der elektrischen Energietechnik in Tvrdošín begann Pavle im Jahre 1975 unter der Leitung der Professoren Dezider Castiglione und Ivan Vychlopen das Studium der Malerei im Atelier der monumentalen Malerei an der Akademie der bildenden Künste in Bratislava. Schon während des Studiums an der Akademie lernte er die Künstlerin Soňa Oravcová kennen, die er im Jahre 1979 heiratete und mit der er zwei Kinder hat. Ivan Pavle absolvierte die Akademie der bildenden Künste im Jahre 1981, und seitdem arbeitet er als freier Künstler, der viele Erfolge nicht nur in der Slowakei, sondern auch im Ausland erworben hat. Sein umfangreiches und vielfältiges Werk umfasst vor allem Gemälde, Zeichnungen und Grafiken, Pavle widmet sich jedoch auch der Bildhauerei.

## Werk
Das Hauptmotiv in Pavles Werk ist der Mensch, sowohl in den Bildern als auch bei den Skulpturen, wobei sich eine erwähnenswerte Faszination mit dem Rätselhaften, dem Unfassbaren, das er durch verschiedene künstlerische Ausdrucksweisen sichtbar machen will, zeigt. Die Uneindeutigkeit der menschlichen Seele, gleichzeitig die Vielschichtigkeit der menschlichen Natur formuliert der etablierte Maler künstlerisch durch die immer wiederkehrende Identifikationssignatur, die in seinem Werk präsent ist. Dieses Kennzeichen ist eine Maske, die in seinem Werk nicht als visuelles Symbol der Täuschung und des Betrugs verstanden sein soll, im Gegenteil: Pavles Maske steht für die Entlarvung, Demaskierung, für die Katharsis, die Reinigung der menschlichen Seele, aber auch der Gesellschaft allgemein. 
Die Thematik des menschlichen Seins unterstützt in Pavles Schaffen auch das Interesse an dem körperlichen Ausdruck, an der Bewegung des Individuums, der Gestik, im Sinne von kommunikativen Bewegungen. In seinem Schaffen ist das Interesse an dem Thema der Interaktion und Beziehungsebenen in zwei oder mehreren Gestalten sichtbar. Der langjährige Zyklus Madon symbolisiert nicht nur die Auseinandersetzung mit einem der Hauptthemen der Malerei, mit der Verarbeitung der Vergangenheit. Der Zyklus Madon ist gleichzeitig eine nahe und sehr intime Botschaft über die Beobachtungen und Weltanschauungen Ivan Pavles. Ein sehr bedeutungsvolles Thema im Pavles Werk ist die Mythologie, die mysteriöse Sagenwelt, deren Kraft und Wirkung sich vor allem im Zyklus Babylon sehen lässt.
Charakteristisch für das Schaffen Ivan Pavles ist seine bewusst ausgeprägte künstlerische Wesensart, die durch eine produktive Ruhelosigkeit gekennzeichnet ist. Pavle knüpft an die Welt der Meister von Gestern und interessiert sich für die schon vergessenen Techniken, die er verwendet und modernisiert. Der Respekt zum Material und Handwerk und eine perfekte Kenntnis der Traditionen verbindet Pavle mit den modernen und aktuellen Inhalten.

## Galerie

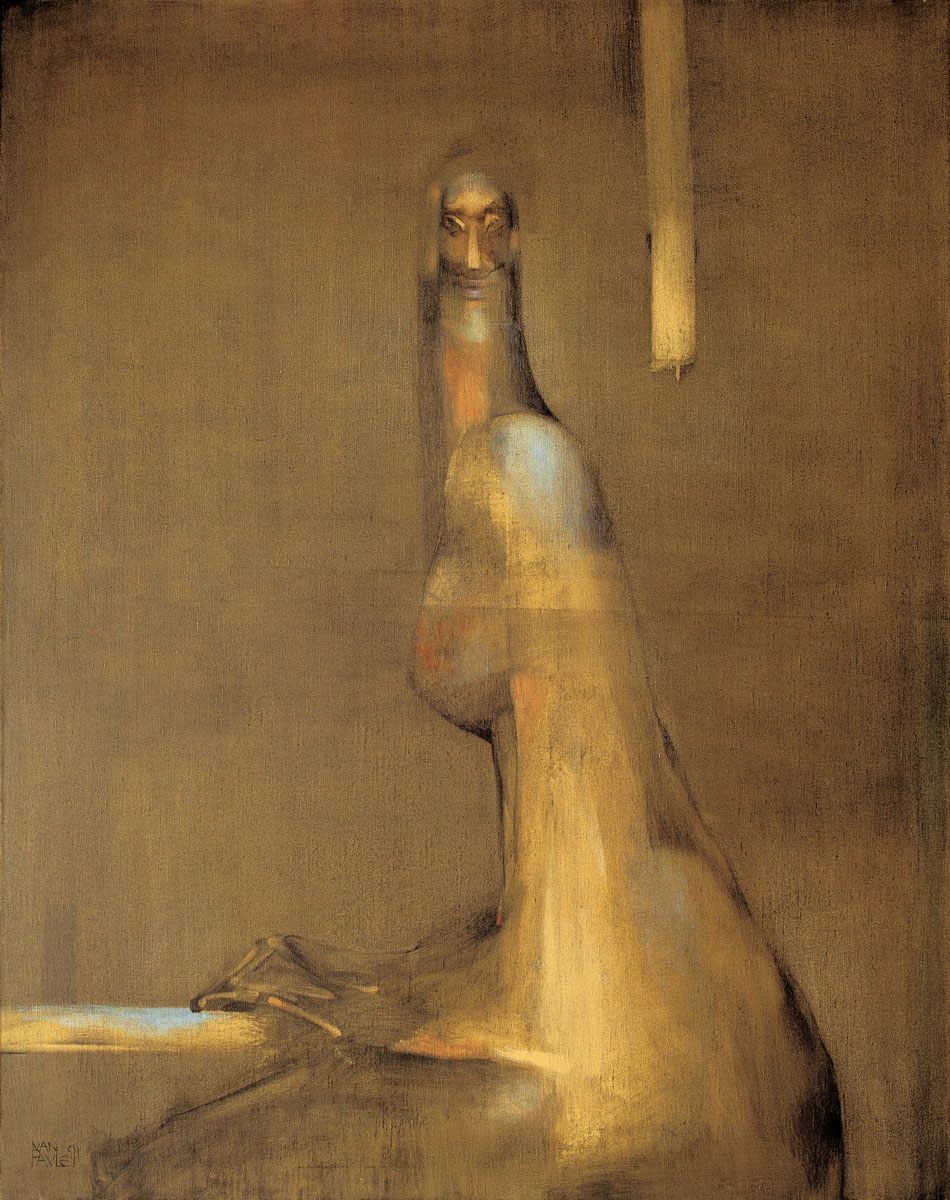
Lost day 145x120-oil-1991
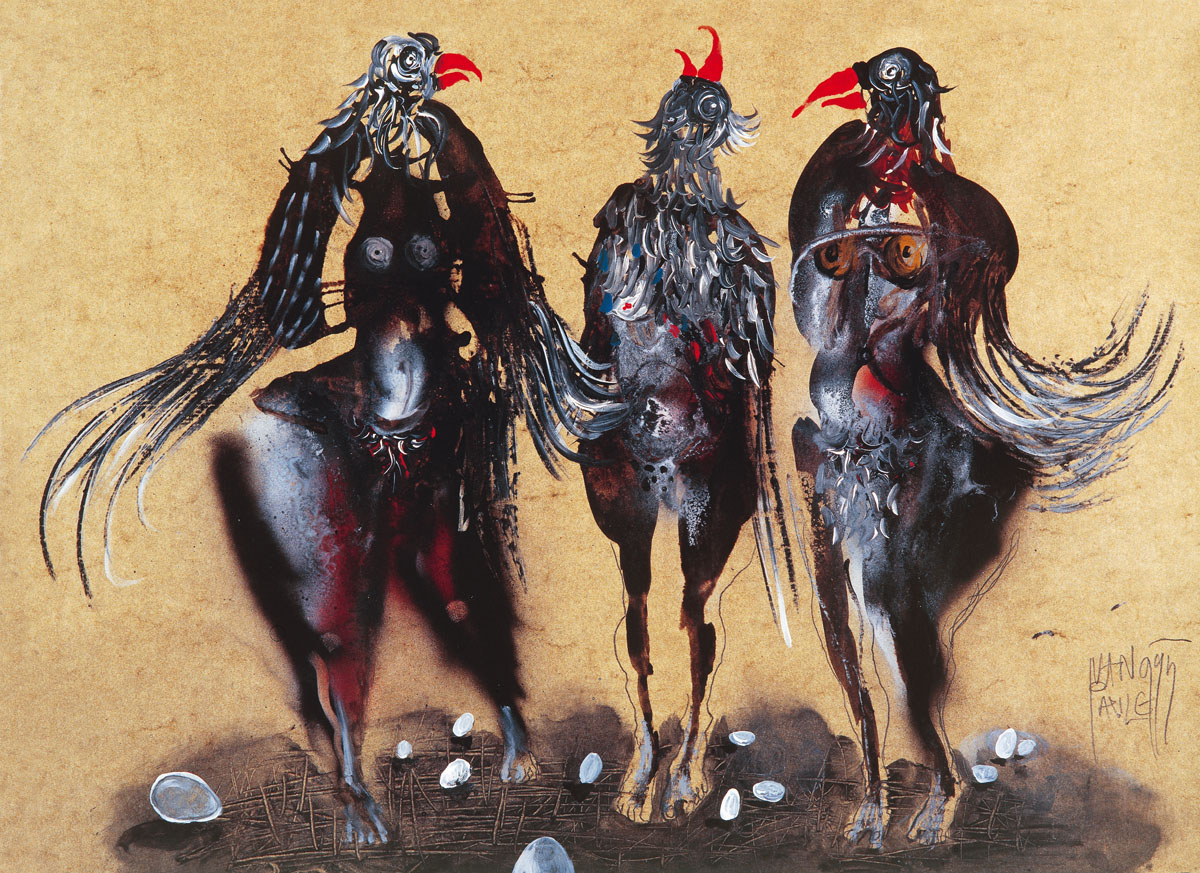
Interview 50x70-oil-1995
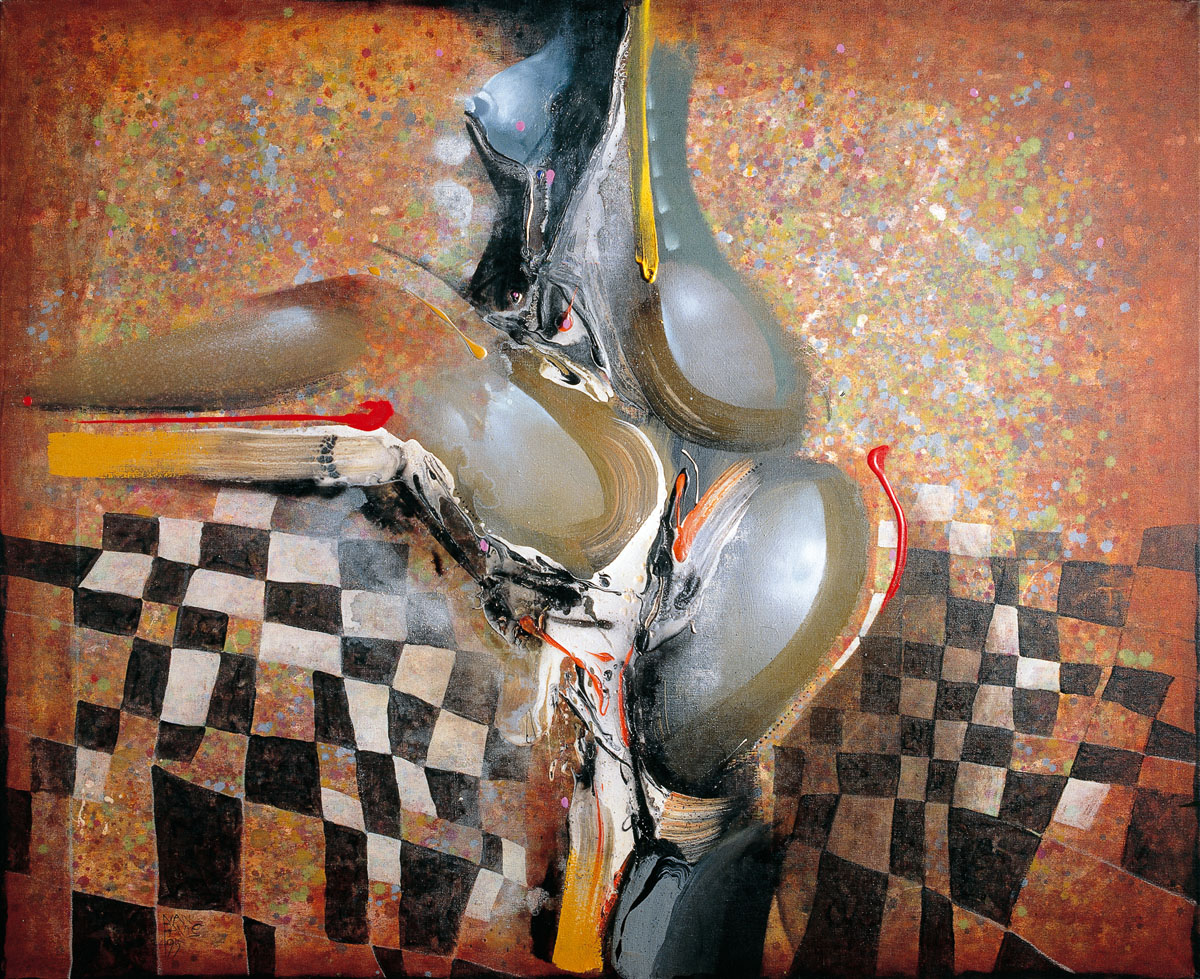
After bath II 130x160-oil-1995
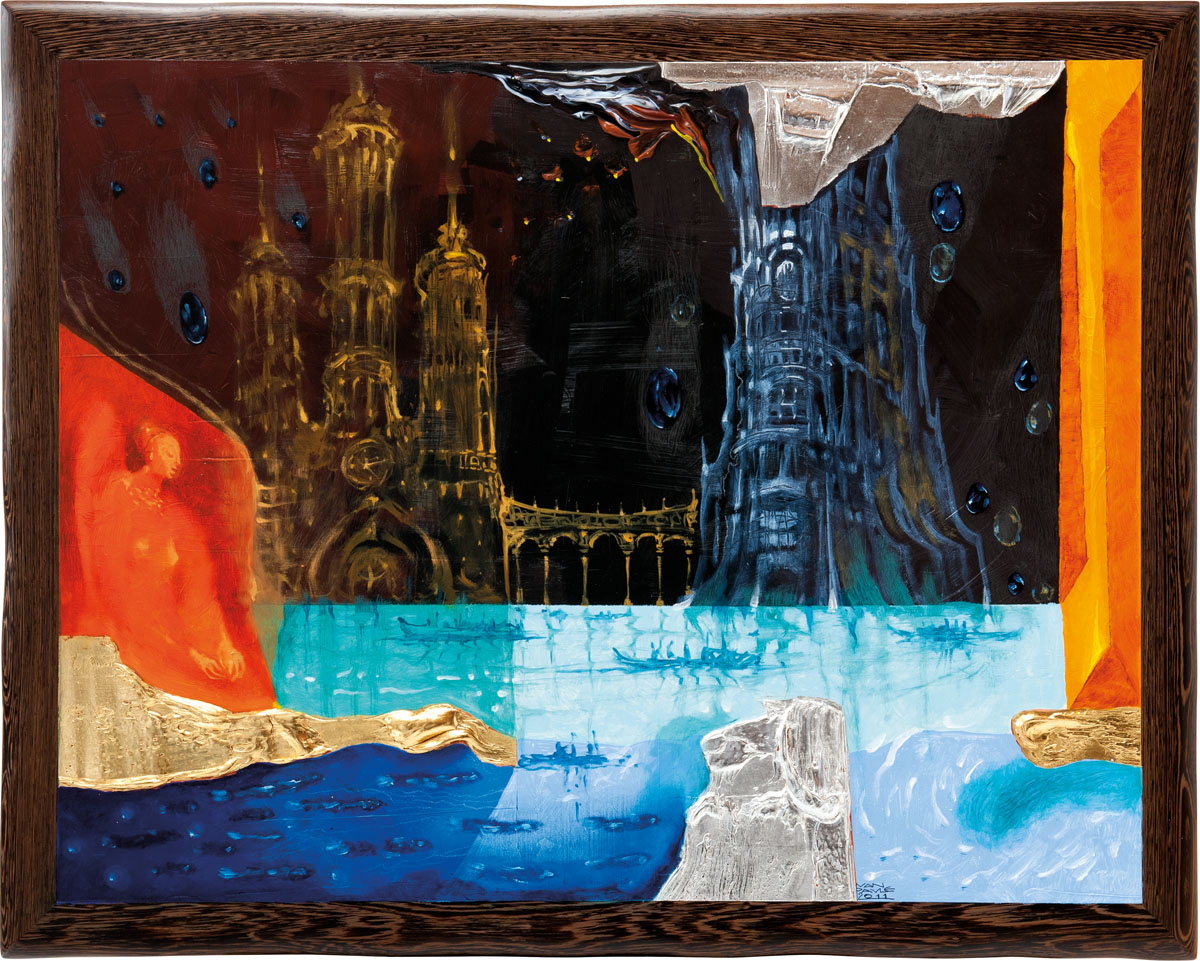
Siesta 80x100-acryl,oil,gold,silver-2001
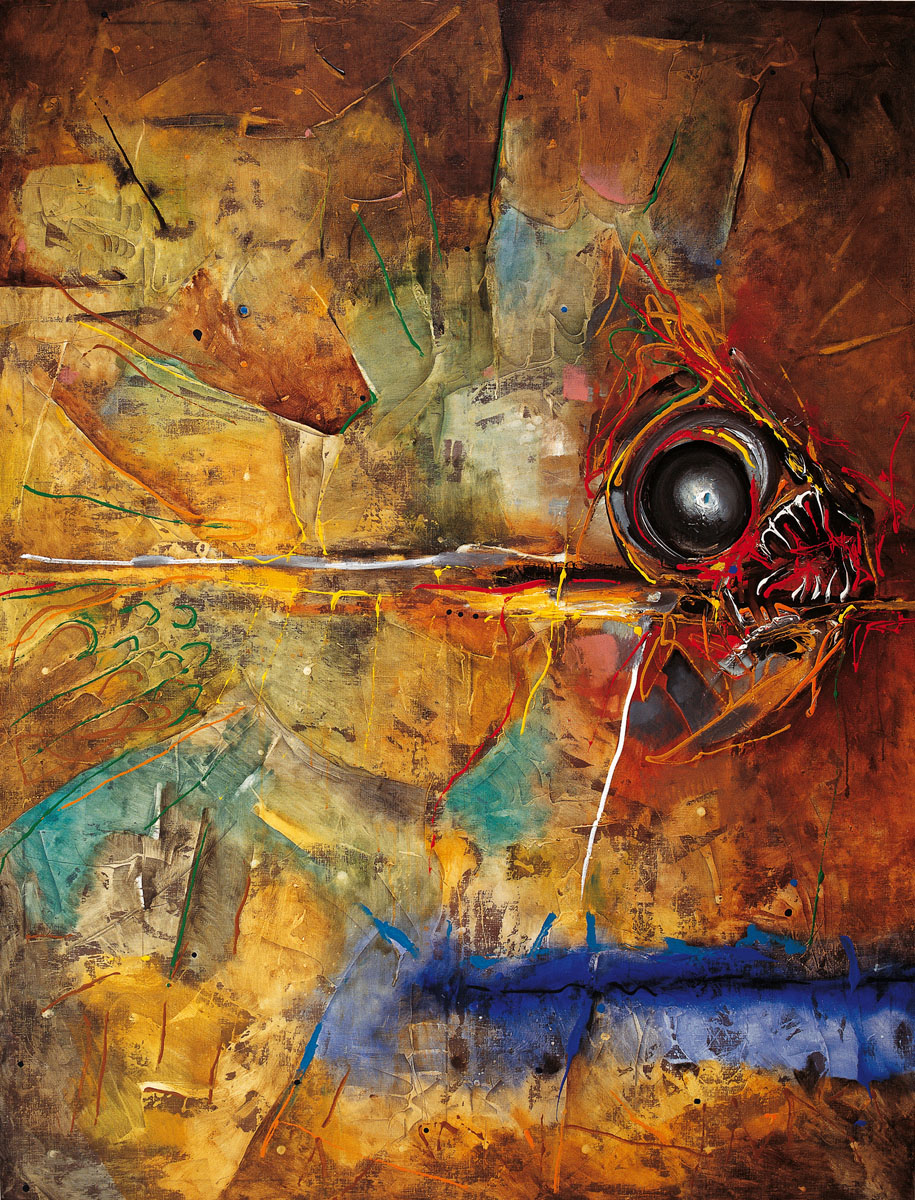
Quiet alliance A 200x150-oil-1995
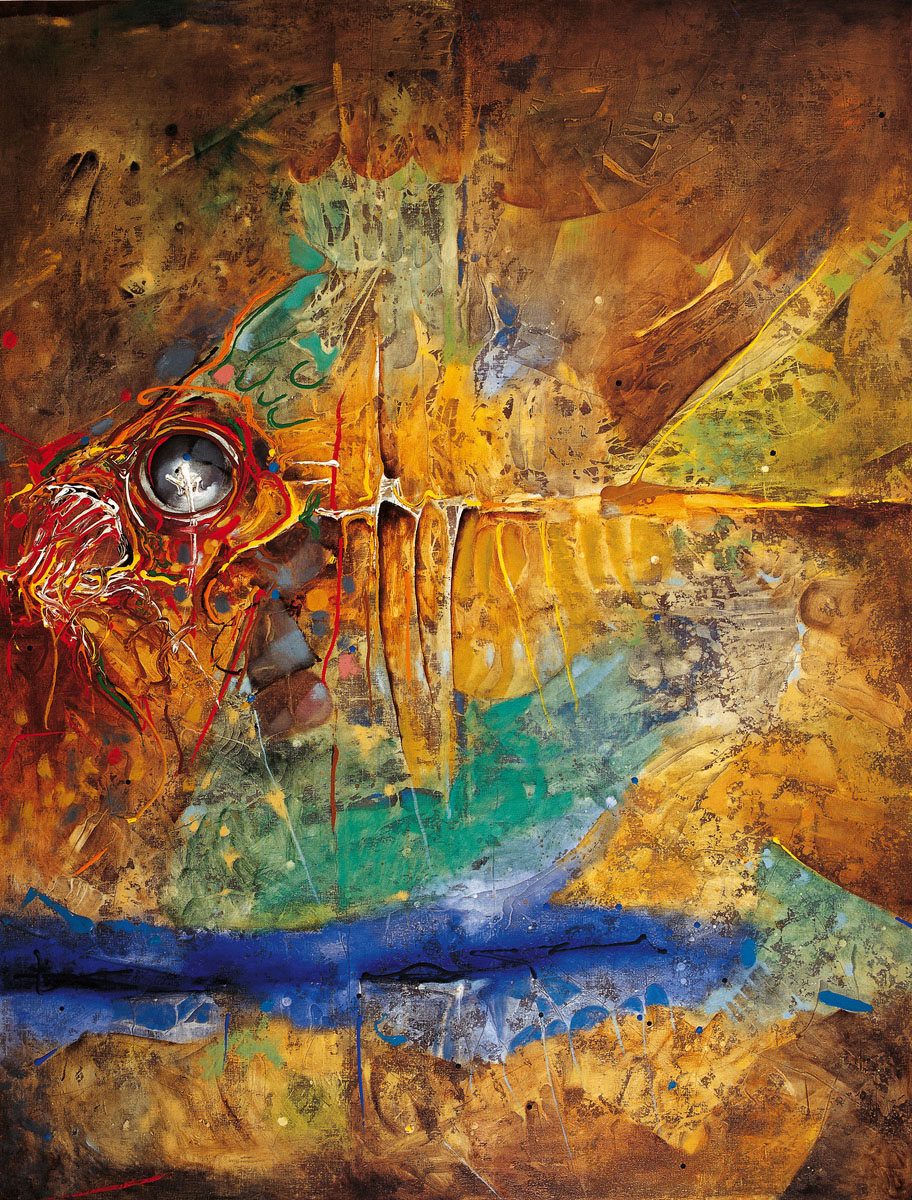
Quiet alliance B 200x150-oil-1995
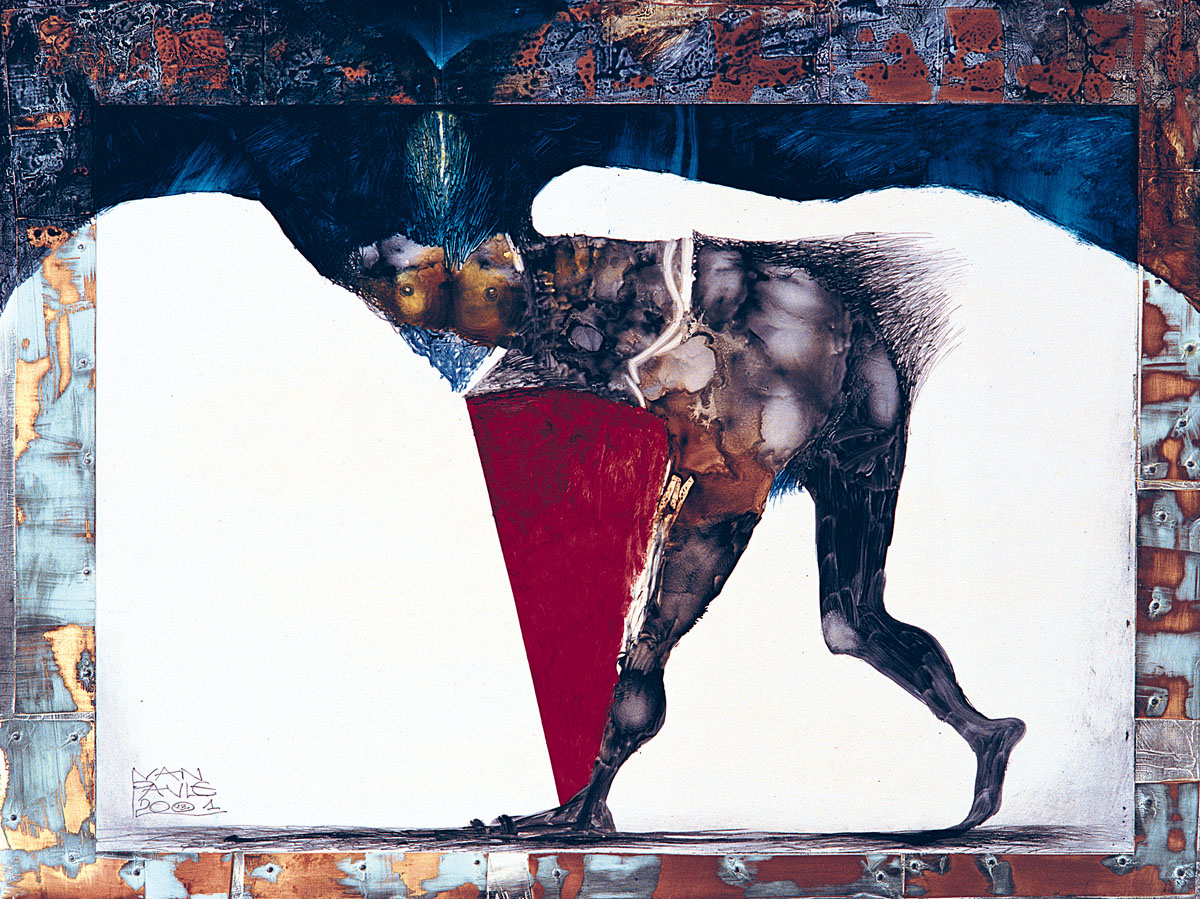
Figurante 50x70-oil-2001
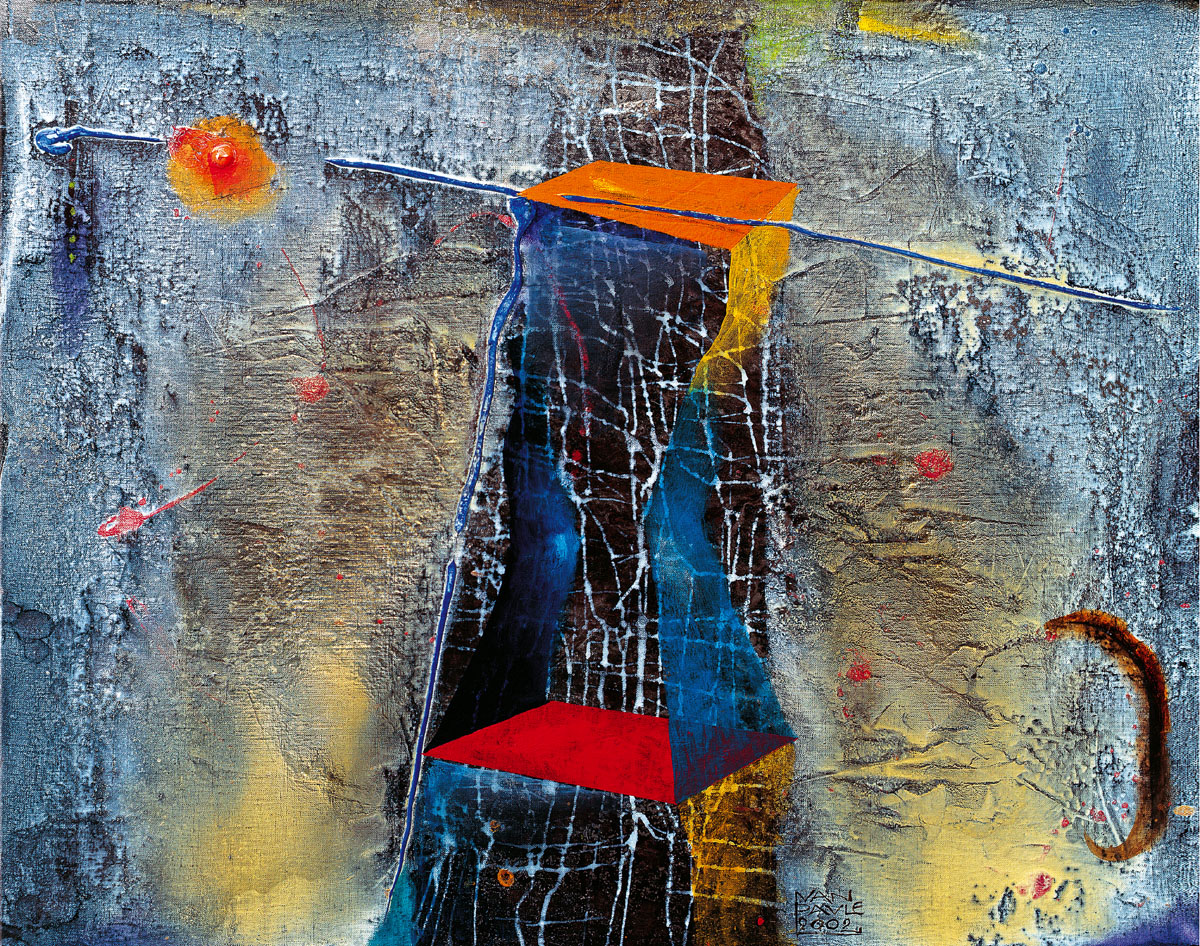
Blue citadel 80x100-olej na platne-2002
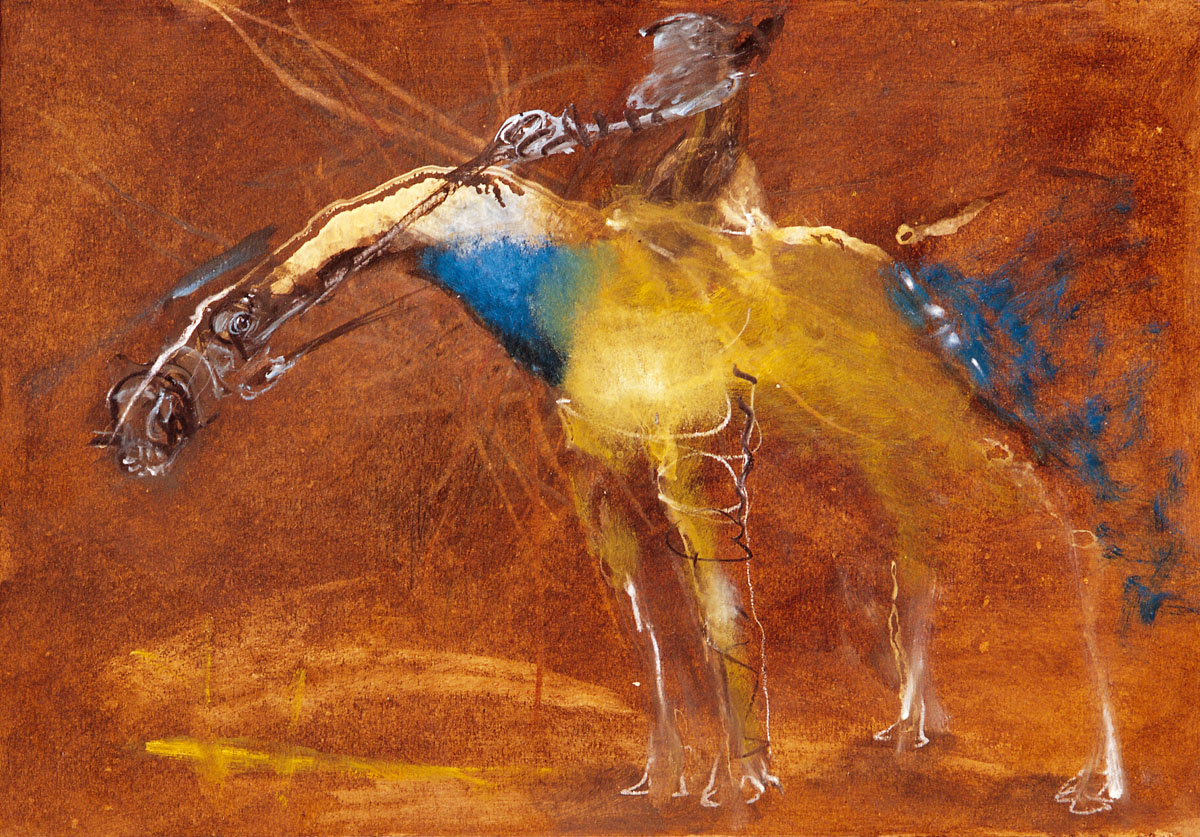
Ride B 40x50-oil-1999

## Ausstellungen und Auszeichnungen
Ivan Pavle beteiligte sich an verschiedenen Ausstellungen in Polen, Deutschland, den Niederlanden, Österreich, Frankreich, Monako, Italien, Thailand und den USA. Pavle nahm an mehreren Workshops teil und unternahm mehrere Studien- und Schaffensreisen in die USA und nach Frankreich. Gerade in Frankreich erhielt er im Jahre 1989 beim internationalen Festival der Malerei in Cagnes-sur-Mer den Preis der Jury für sein Schaffen. Die Bilder Ivan Pavles sind in verschiedenen Galerien und Kunsthäusern, aber auch Privatsammlungen weltweit zu finden.